# Objaw Pembertona
Objaw Pembertona (ang. Pemberton's sign) – pojawienie się u pacjenta zaczerwienienia twarzy (plethora), uwidocznienie żył powierzchownych głowy i szyi, osłuchowo – stridoru i w specjalistycznym badaniu – podwyższenia ciśnienia żylnego w żyle szyjnej (JVP) po równoczesnym uniesieniu przez lekarza obu rąk pacjenta powyżej jego głowy. Manewr ten nazywany jest niekiedy manewrem Pembertona. Dodatni objaw jest charakterystyczny dla zespołu żyły głównej górnej.
Nazwa manewru i objawu upamiętniają jego odkrywcę, Hugh Spear Pembertona, angielskiego lekarza.